# ダラシ
ダラシ（Dalasi）は、1971年7月1日より使用されているガンビアの通貨単位。ガンビア・ポンドに代わって導入された。レートは、1ポンド＝5ダラシ。
国際通貨コード(ISO 4217)は、GMD。補助通貨単位はブトゥツ（Bututs）で、1ダラシ＝100ブトゥツ。
2015年11月3日現在の交換レートは、1USドル=38.9ダラシ、100円＝約32.25ダラシ。

## 硬貨
1971年に1ブトゥツ、5ブトゥツ、10ブトゥツ、25ブトゥツ、50ブトゥツ、1ダラシ硬貨が発行された。当時は1ブトゥツ、5ブトゥツが銅貨、10ブトゥツは真鍮貨、25ブトゥツ、50ブトゥツ、1ダラシは白銅貨だった。全ての硬貨は初代大統領ダウダ・ジャワラがデザインされていた。1987年にイギリスの50ペンス硬貨をモデルにした新1ダラシ硬貨が導入された。
1998年にジャワラ大統領の彫像が廃止され国章が採用された新シリーズの硬貨が発行された。大統領版も現在でも使用可能。1ダラシ硬貨は小型化されたが、他の硬貨は大きさも重量も変更なし。1998年シリーズでは1ブトゥツ、5ブトゥツ、10ブトゥツ硬貨もあったが、現在では通貨価値の関係で25ブトゥツ、50ブトゥツ、1ダラシ硬貨のみ流通している。

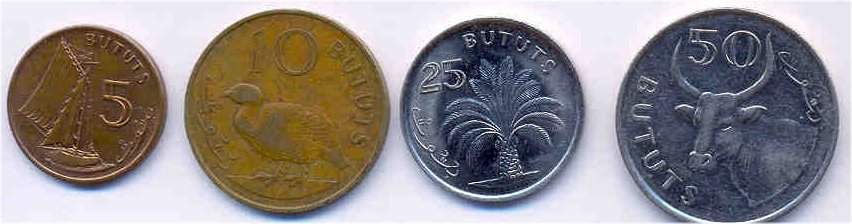
ダラシ硬貨

## 紙幣
1971年に1ダラシ、5ダラシ、10ダラシ、25ダラシ、50ダラシ、100ダラシ紙幣が発行されたが、1987年に1ダラシ紙幣が廃止となった。現在のシリーズは1996年に発行され、2001年に再発行された。2006年にガンビア中央銀行は先代の紙幣よりデザイン、紙質、セキュリティー機能を改善した紙幣を発行した。特に余白部分をカット、5ダラシと10ダラシ紙幣は流通寿命を長くする為ワニスでコーティングしている。100ダラシ紙幣には偽造防止として表に100と刻まれた銀箔を追加した。
2015年ガンビア中央銀行は新シリーズの紙幣を発行した。25ダラシ紙幣を廃止し20ダラシ紙幣を導入、また2倍の大きさの200ダラシ紙幣を新たに導入した。これらの新紙幣にはすべてヤヒヤ・ジャメ大統領の顔がデザインされている。
2016年にジャメ大統領が失脚した後も大統領の肖像画を描いた紙幣はしばらく発行されていたが、2019年に鳥が表面に描かれた新紙幣の流通がスタートした。